# Citroën ë-C4
A Citroën ë-C4 egy akkumulátoros elektromos, SUV autótípus. A Citroën C4 elektromos változata.

## Műszaki adatok[2]

### Szállítás
Az autóban 5 ülés található, amelyek közül 2 Isofix-gyerekülésekhez is alkalmas. Alapból 380 literes a csomagtér, amely akár 1250 literesre is bővíthető a hátsó ülések lehajtásával.

### Akkumulátor
Az autó bruttó 50 kWh-s, nettó 45 kWh-s akkumulátorral rendelkezik. A WLTP szerinti hatótávolsága 357 km. Az akkumulátor aktív hűtésű, és a CATL gyártja.

### Töltés
CCS-csatlakozással rendelkező gyorstöltő használata esetén a töltési sebesség akár a 101 kW-ot is elérheti, amivel 26 perc alatt feltölthető 10%-ról 80%-ra. Ez 420 km/órás gyorstöltési sebességet jelent.

### Teljesítmény
Az autó elektronikus hajtáslánca 100 kW teljesítményű, nyomatéka 260 Nm. 9,7 másodperc alatt tud 0-ról 100 km/órára felgyorsulni. Az elérhető maximális sebesség körülbelül 150 km/h.

### Biztonság
Az Euro NCAP biztonsági tesztjén 4 csillagot kapott a biztonságért. A felnőtt utasok biztonsági pontszáma 80 %, gyerekeknél pedig 83 %. Az autó 57%-ot kapott a veszélyeztetett úthasználók, például kerékpárosok és gyalogosok védelmére, és 63 % a belső biztonsági rendszerekre és a kiegészítő funkciókra.

## Képtár

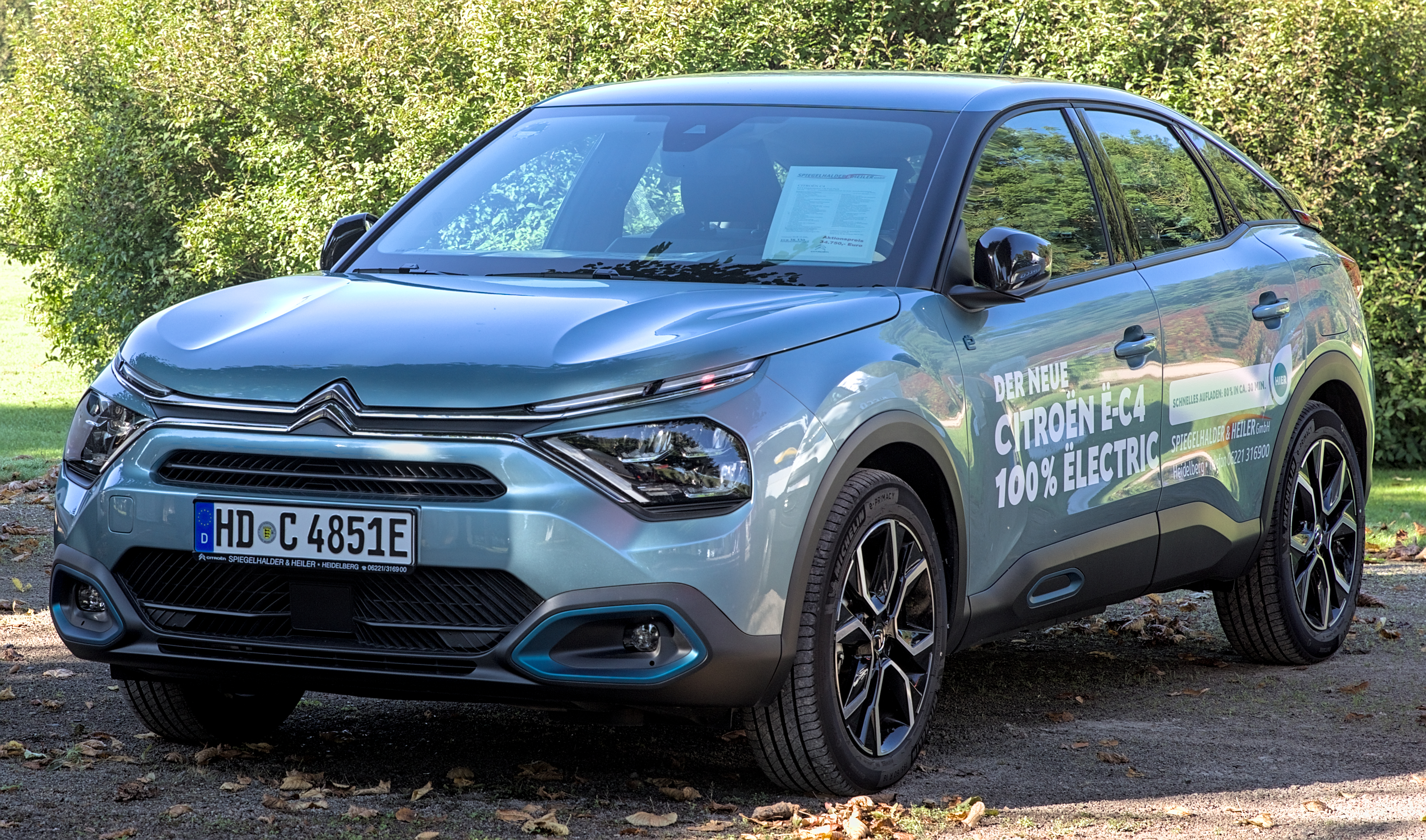
Elölnézetből
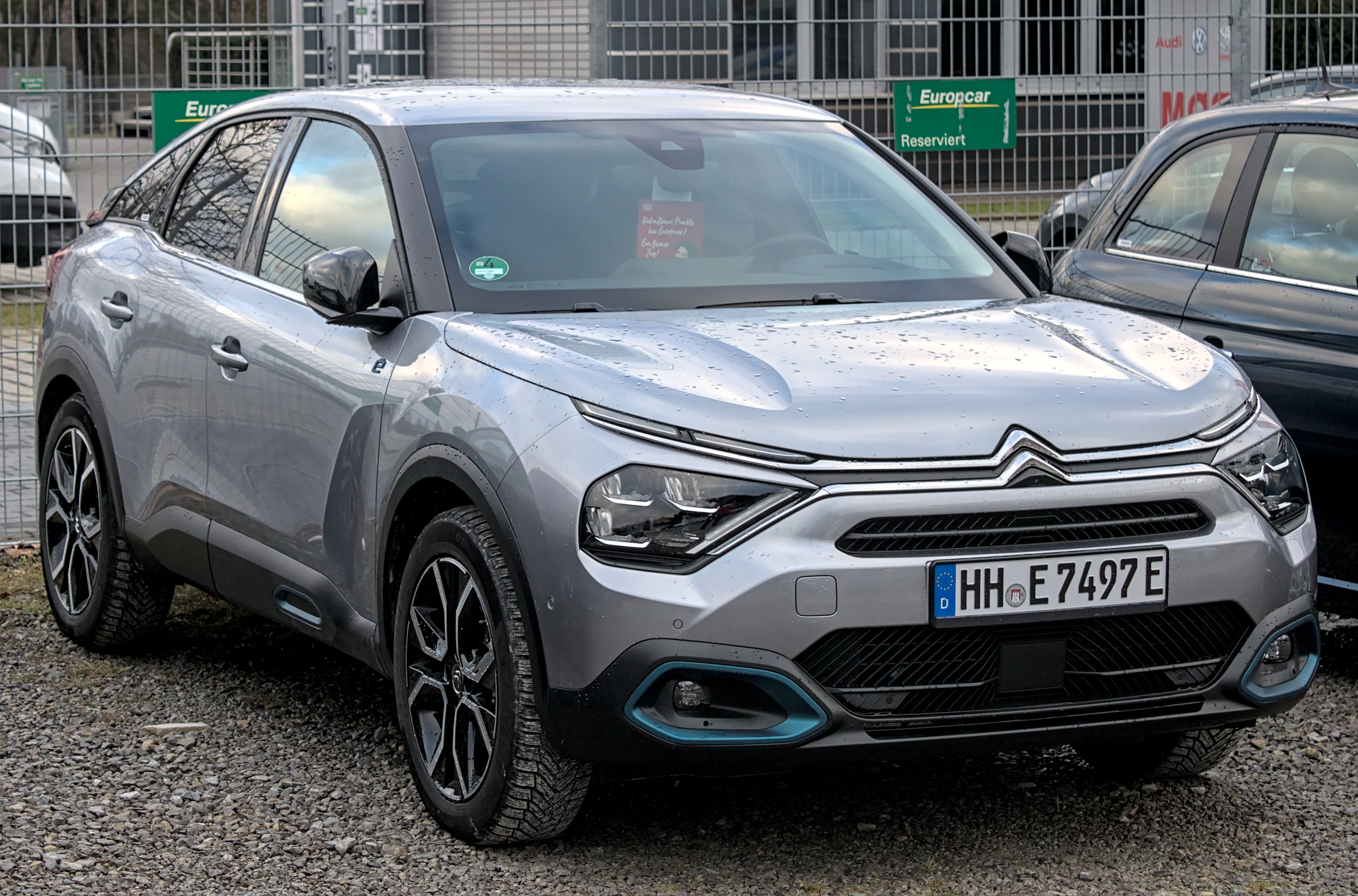
Elölnézetből
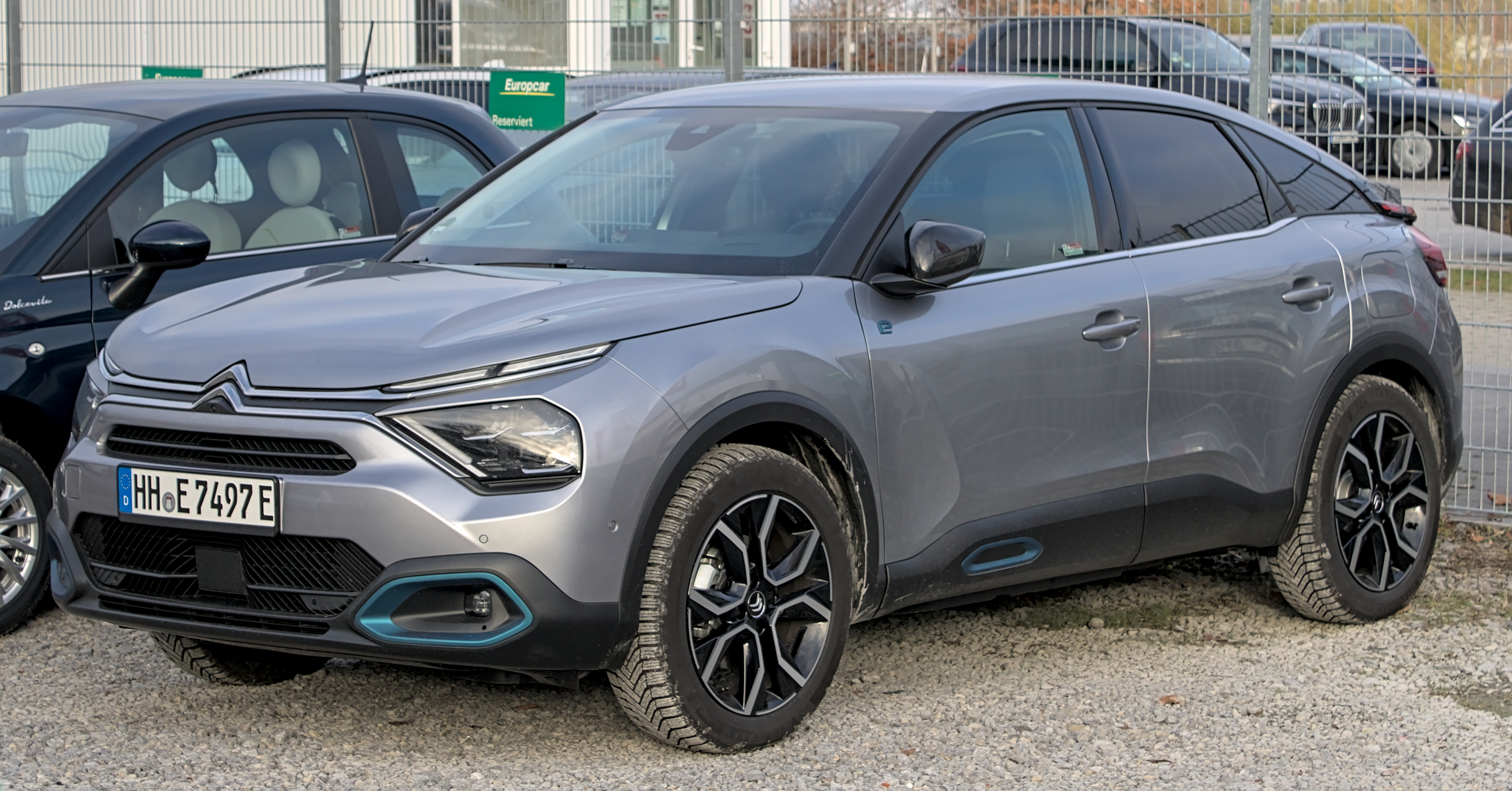
Elölnézetből
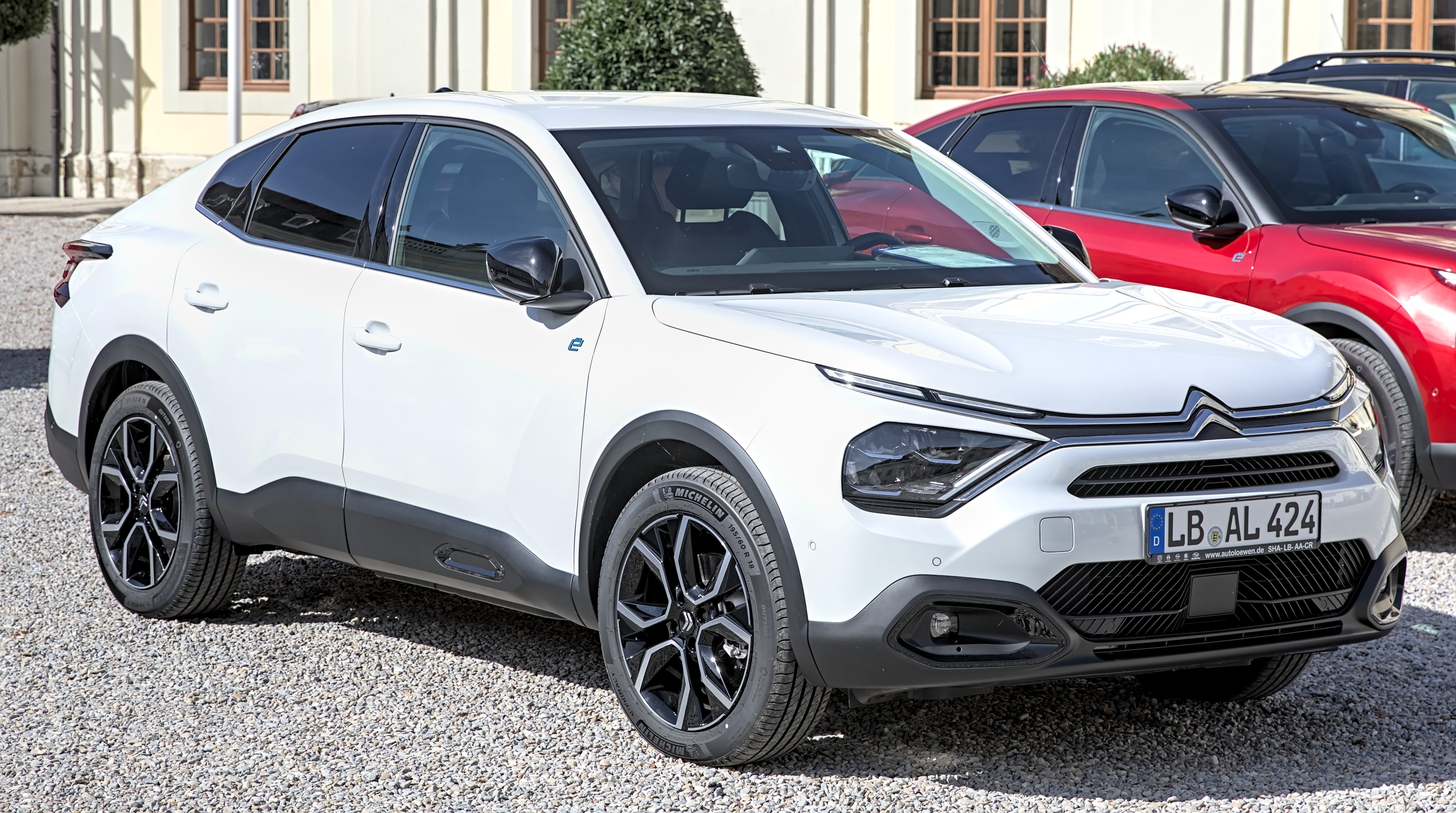
Elölnézetből
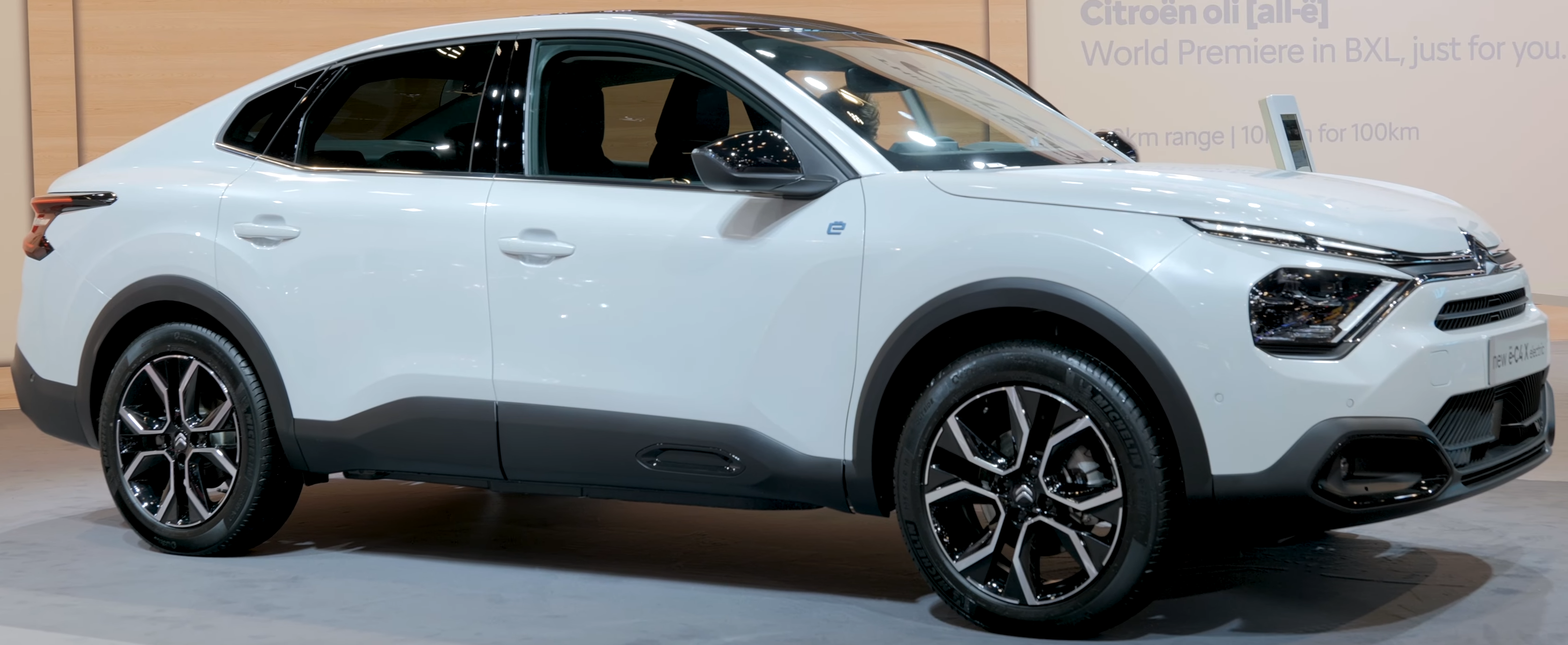
Oldalnézetből
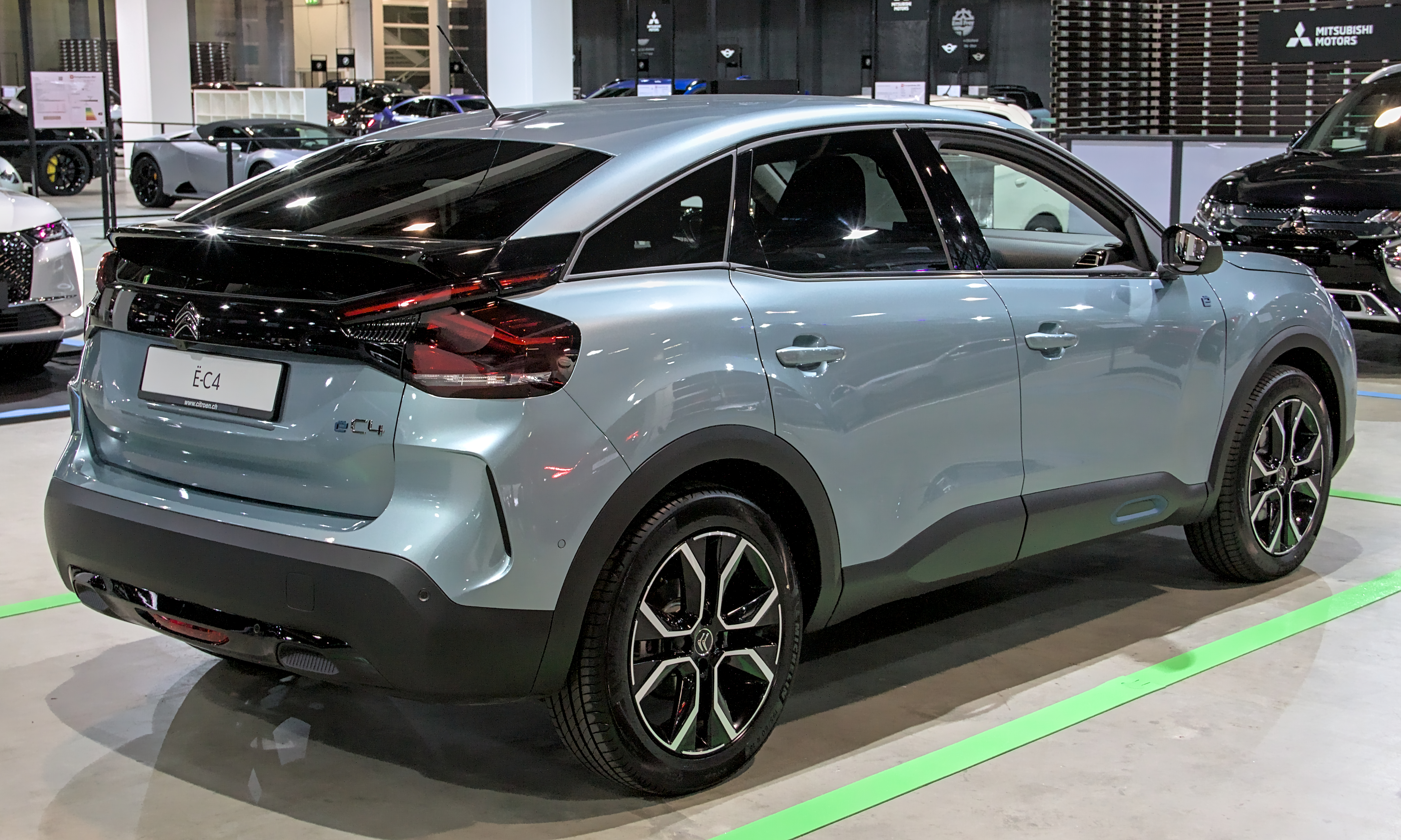
Hátulnézetből
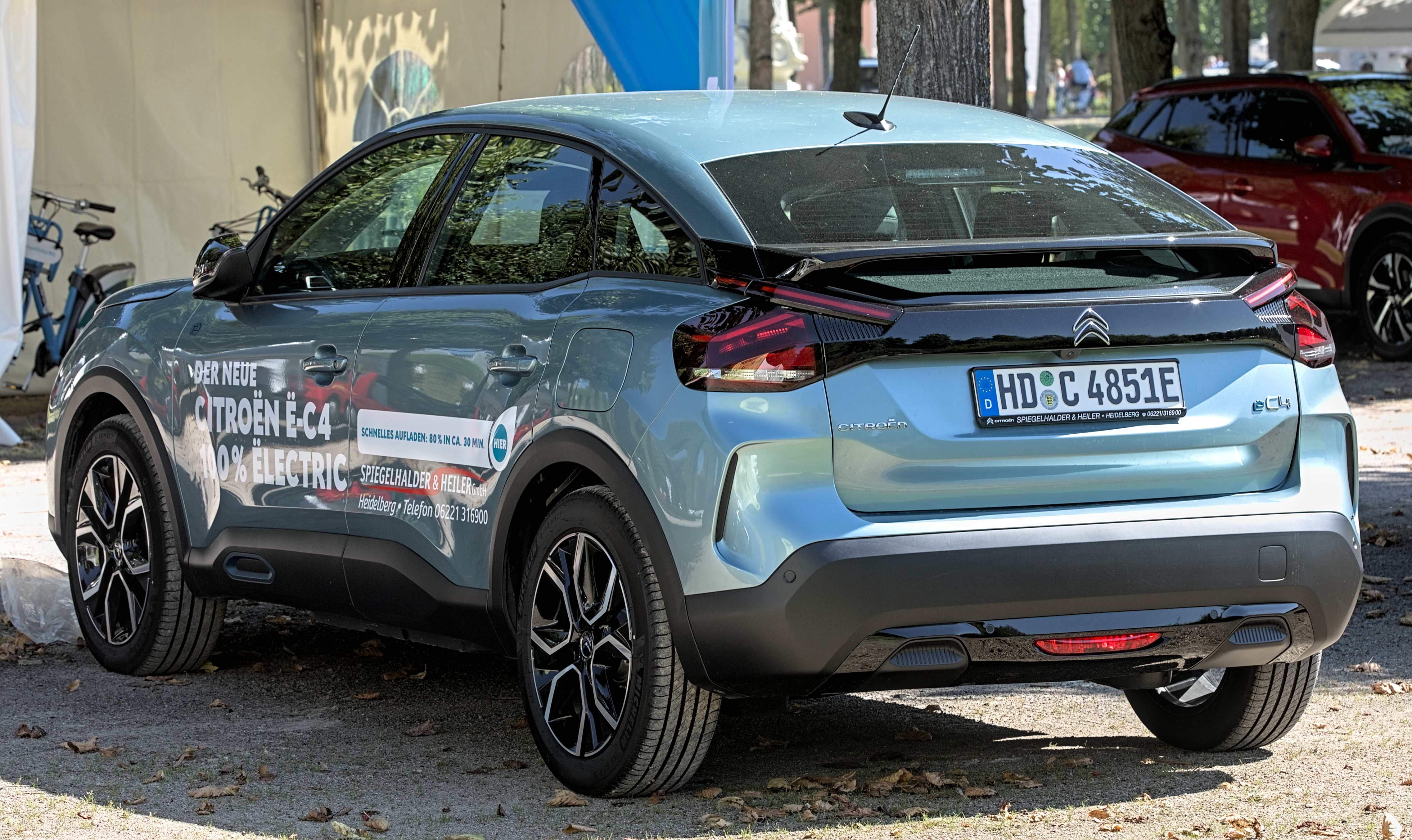
Hátulnézetből
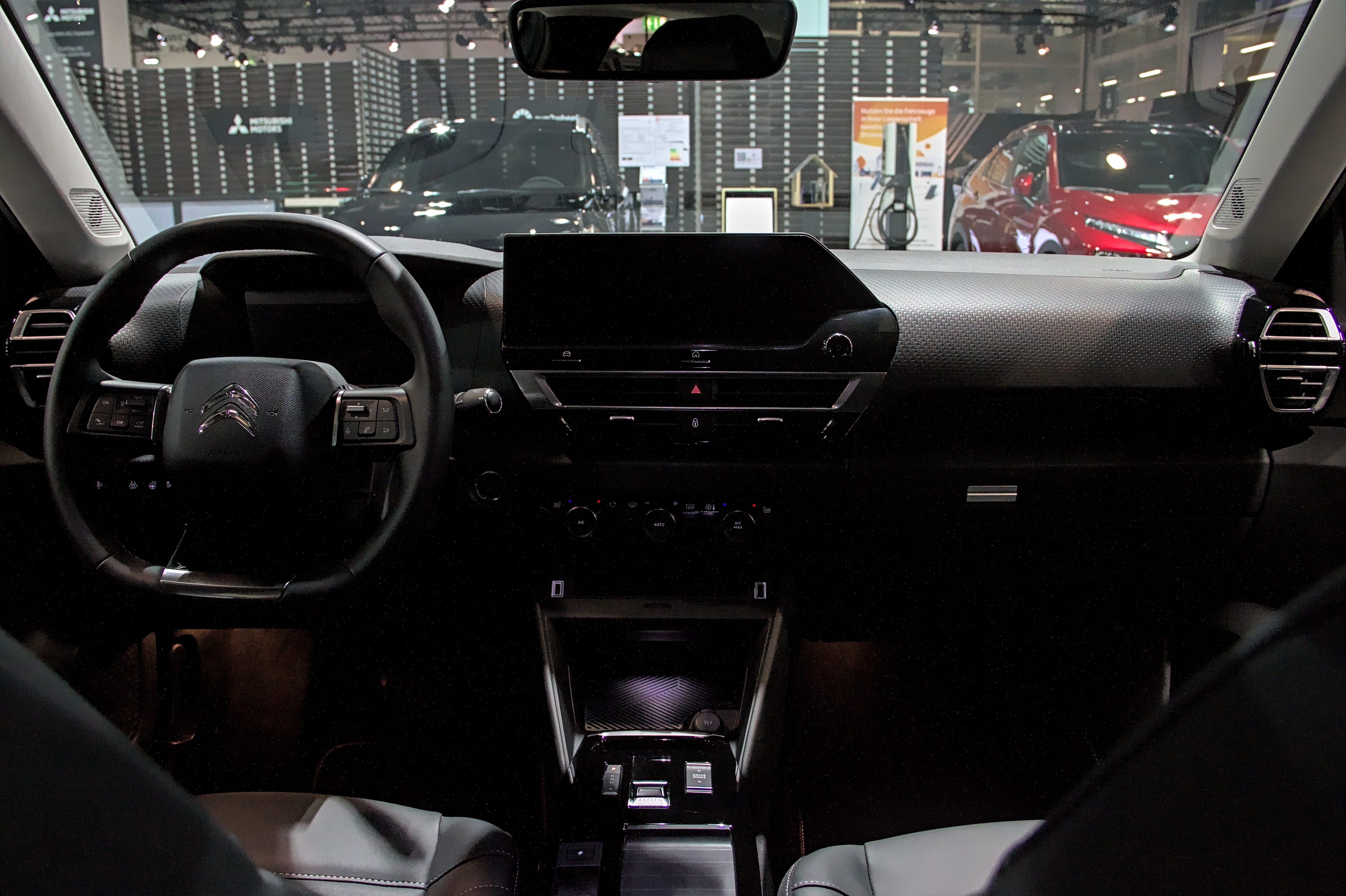
A Citroën ë-C4 belső tere
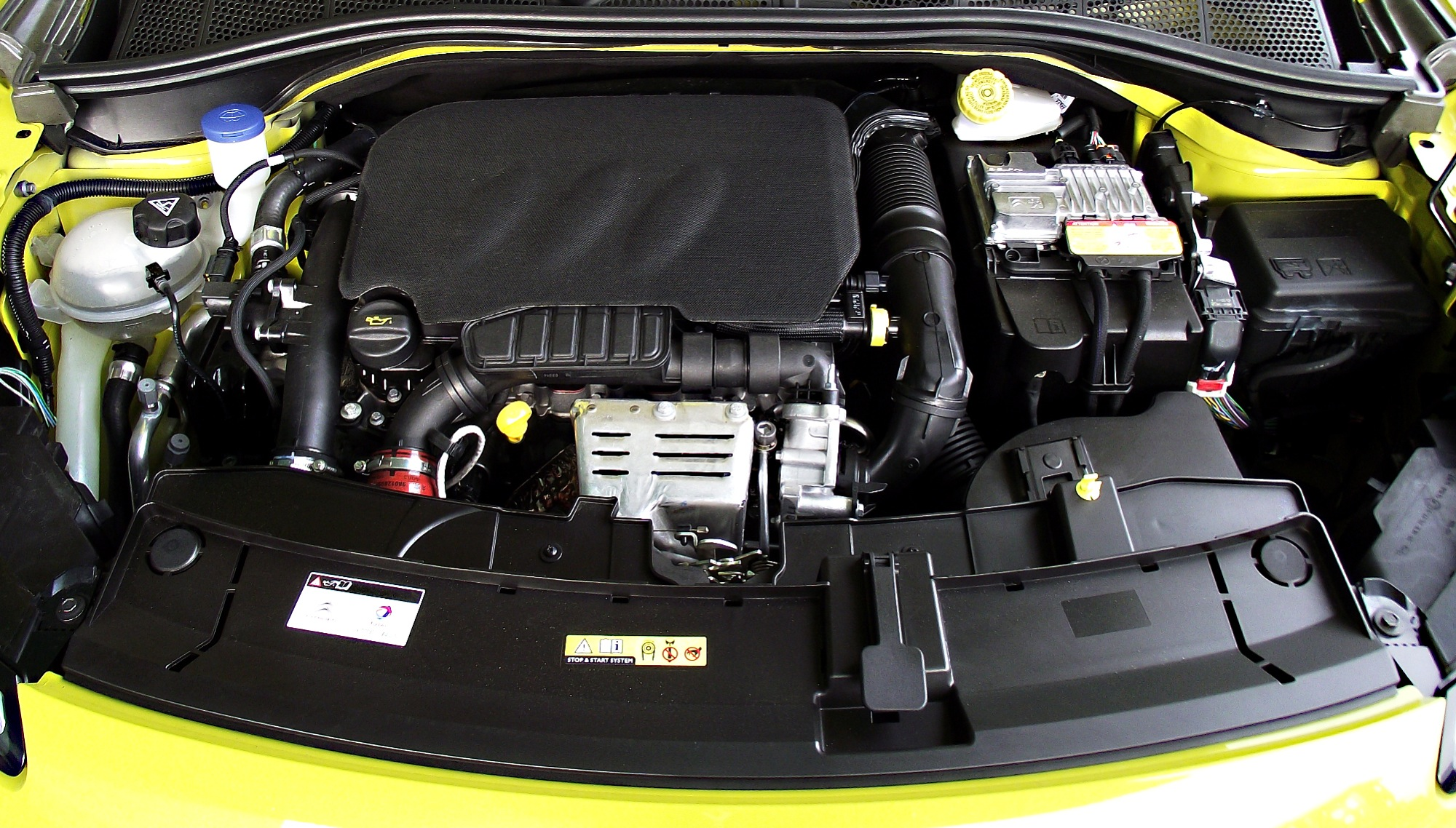
A Citroën ë-C4 motortere

## Fordítás
Ez a szócikk részben vagy egészben  a   Citroën e-C4 című holland Wikipédia-szócikk ezen változatának fordításán alapul.  Az eredeti cikk szerkesztőit annak laptörténete sorolja fel. Ez a jelzés csupán a megfogalmazás eredetét és a szerzői jogokat jelzi, nem szolgál a cikkben szereplő információk forrásmegjelöléseként.